# Caprimulgus maculosus
Caprimulgus maculosus là một loài chim trong họ Caprimulgidae.